# Zámek Valençay
Zámek Valençay se nachází v obci Valençay v departementu Indre, region Centre-Val de Loire ve Francii.
Jeho podoba je výsledkem stavby započaté v 16. století, ale ukončené až v druhé polovině 18. století.